# 選択と集中
選択と集中（せんたくとしゅうちゅう）は、限られた資源・予算を特定の分野やプロジェクトに重点的に投入する戦略や方針を指す。主に経営戦略や政策立案、科学技術の研究開発の分野で効率的な成果に必要だと謳われてきたが、一方で不透明な評価制度に基づく過度な資源集中が多くの問題を引き起こしており、特に科学技術政策においては日本国内での研究力の低下や国際競争力への影響の原因となっていると批判されている。

## 概要
選択と集中は、リソースを広く分散させるのではなく、特定の領域や優先事項に集中的に投資することで最大の効果を得ることを目的としている。この戦略は、企業の事業再編や政府の政策、科学技術の研究開発資金の配分など、さまざまな分野で実践されている。

## 科学技術政策における選択と集中

### 背景
2000年代初頭、日本の科学技術政策においても「選択と集中」の方針が取り入れられた。2004年から2006年にかけて、小泉純一郎内閣の下で総合科学技術会議の議員を務めた岸本忠三が、この方針を強力に推進した。同会議の議員には、竹中平蔵、二階俊博、日本学術会議会長の黒川清らが含まれていた。

### 岸本忠三の提言
岸本が行った主な提言は以下のとおりである。
1. 予算配分の集中：研究予算を一部の優秀な研究機関や研究者に集中させる。
2. 競争的環境の構築：研究者間の競争を促進する環境を整える。
3. 研究者を任期付き雇用に転換：任期付きの研究者を大幅に増やす。

この提言が行われた2004年当時、国立大学における任期付き研究者は全体の約5%であったが、10年後の2014年には44%にまで増加した。

### 全国国立大学への一律予算削減と一部研究機関への予算集中
選択と集中による国から国立大学に配分される運営費交付金は2004年以降2015年度まで一律に１％ずつ削減されていく。2020年度からは横ばいだが、すでに２０年前に比べて予算が13％減少。さらに物価上昇に伴い実質予算は減少、光熱費の支払いすらままならない状況に陥っている。
一方で限られた研究機関への予算配分が増額されるようになる。その代表例といえるのが、世界トップレベル研究拠点プログラムなどの研究機関への大型予算とiPS研究への投資である。

#### 1. 世界トップレベル研究拠点プログラム（WPI）
「選択と集中」の方針の下、ライフサイエンス分野、特に岸本が専門とする免疫学分野への大規模な投資が行われた。その成果の一つが、2007年に開始された「世界トップレベル研究拠点プログラム（WPI）」である。このプログラムでは、これまで広く分配されていた科学研究費を「選ばれた」研究拠点に集中配分し、1拠点あたり年間5～20億円が支給された。
岸本忠三が所属する大阪大学免疫学フロンティア研究センターは、プログラム発足当初の2007年から支援を受け続けており、2024年現在85歳の岸本は同センターで教授として活動している。

#### 2. iPS細胞と再生医療研究
「選択と集中」の方針は、iPS細胞研究にも大きな影響を与えた。2006年、山中伸弥がiPS細胞の作製に成功し、2012年にノーベル生理学・医学賞を受賞、新薬開発や再生医療の実現に大きな期待がうみだされた。2013年下村博文文部科学相（当時）はiPS細胞研究を中心に再生医療研究に１０年間で1100億円の支援を行うと表明した。

## 選択と集中の負の影響と対応策

### 科学研究における国際研究力の低下
このように科学研究を担う大学の研究環境・雇用状況が大きく変化されたが、その後の研究開発は期待された成果を十分に上げられていないどころか、日本の国際研究力は無惨なまでに弱体化した。この結果、特定の分野への過度な資源集中がリスクを伴うことや、研究資金の配分バランスの重要性が再認識されるようになった。
この15年間で日本の学術論文の発表数や影響力が低下しており、国際的な研究アウトプットのランキングで日本の順位が後退している。日本の論文数が他国に比べて減少し、国別ランキングで13位となり、イランよりも下位に位置するようになる。
過度の「選択と集中」が日本の研究力の地盤沈下につながったと考える研究者も多い。ノーベル生理学・医学賞受賞者の大隅良典は、「選択と集中」が新しい研究の芽を摘み、日本の研究力を弱体化させたと指摘している。

### 任期制氷河期世代とシニア教授の在職継続
「選択と集中」政策の一環として、任期制研究者の増加が進み、研究者の雇用問題が浮上した。特に「10年ルール」による雇い止め問題が顕在化し、研究者のキャリアや生活の不安定化が指摘されている。ここで一番大きな打撃を受けた世代がいわゆる「氷河期世代」とされる研究者たちである。若手および氷河期世代研究者の待遇を改善することが、国の研究力強化につながるという意見もある。
一方で選択と集中により投資が行われた研究機関では、岸本忠三に代表されるように大阪大学や東京大学などを中心に70代以上の教授が現職に留まる傾向が見られるようになった。退職後も長く職に留まるシニア教授たちの存在が日本の研究力にどのような影響を及ぼしてきたかの解明が必要である。

### 日本学術会議の提言
2019年、日本学術会議は「第6期科学技術基本計画に向けての提言」を行い、過度の「選択と集中」を反省するとともに、日本の学術の持続可能な発展を確保するためには、バランスのとれた資金配分が必要であると指摘した。